# Karory
karory（12月8日—），日本的女性漫画家，游戏原画家，插画家。三重县出身，2008年以自由画师身份出道。karory运营着名为“KAROMIX”的同人社团。

## 主要作品

### 游戏
- Supreme Candy（枕，原画）
- 美好的日子 ～不连续存在～（KeroQ，原画）
- 倏然之间恋上你（枕，原画）
- 由夢想與色彩組成的（feng、原画）

### 小说插画
- 女裝皇家教師（著：野村美月，Fami通文庫、FB Online連載中）
- 勇者凜的傳說（日语：勇者リンの伝説）（著：琴平稜，富士見Fantasia文庫）

### 插绘
- （ASCII Media Works《電撃萌王》连载，读者参与计划）
- 旋风管家!!Trading Card Game（科乐美数位娱乐）
- 電擊萌王卷首插绘（2011年6月 -）
- karory的表情（脸）（《E☆2》Vol.26 - Vol.29）
- karory的素颜（karory）（《E☆2》Vol.34 -）
- 村西美雪 （株式会社インパクト）
- E☆2 Plus 封面（Vol.3）
- 恶魔插绘（Bushiroad）
- 戰場女武神 DUEL 卡牌绘图（世嘉公司）

### CD封面绘画
- TRakker系列（GWAVE）

### 動畫插圖
- 电视动画翠星上的加爾岡緹亞（第4話片尾预告绘图[1]）
- 電視動畫尋找失去的未來（第1話片尾繪圖）
- 電視動畫銃皇無盡的法夫納（第8話片尾繪圖）
- 電視動畫絕對雙刃（第10話片尾繪圖）
- 電視動畫平凡職業造就世界最強（第10話片尾繪圖）